# Palazzi di Serravalle

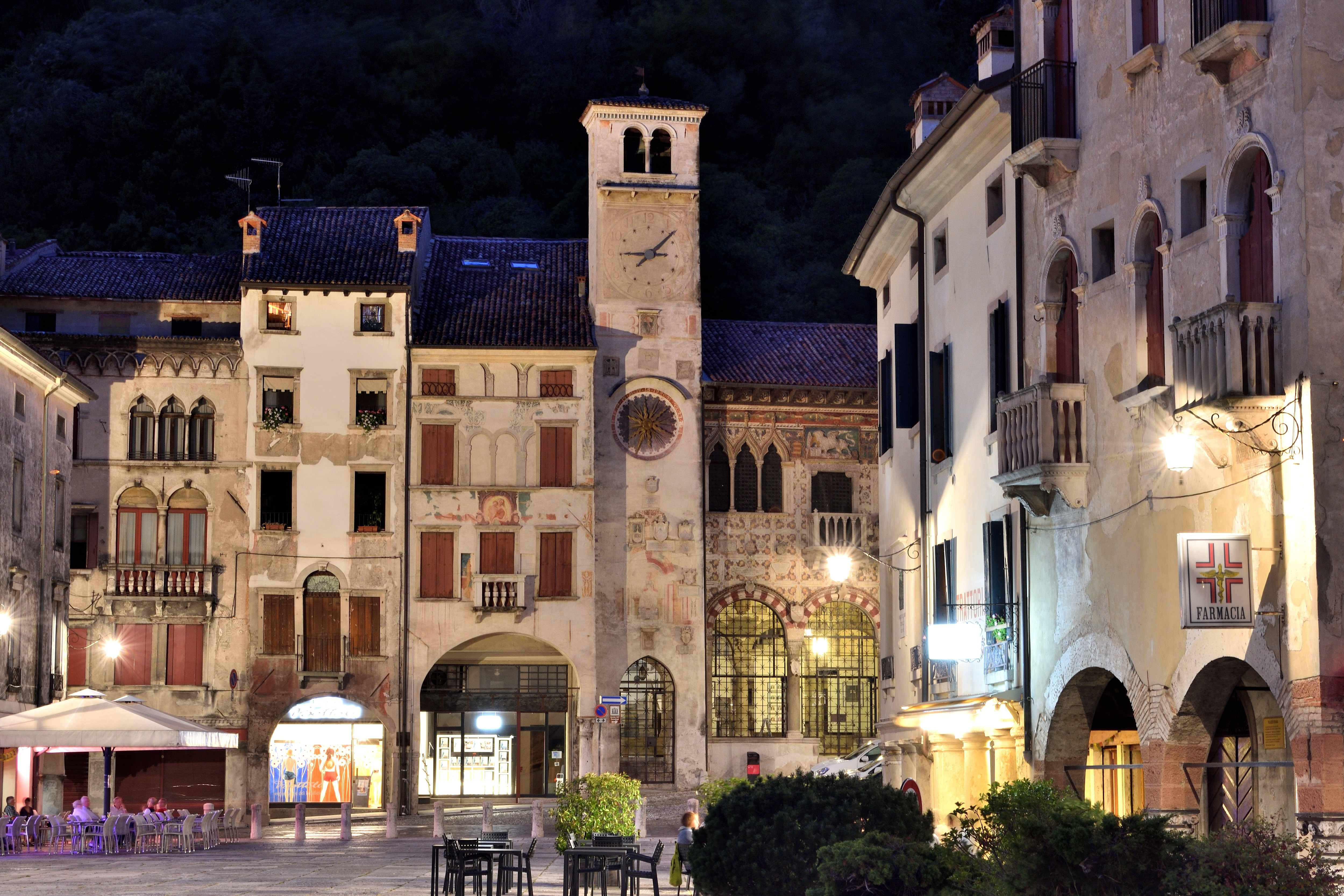
Palazzi di Piazza Flaminio, Serravalle, Vittorio Veneto.

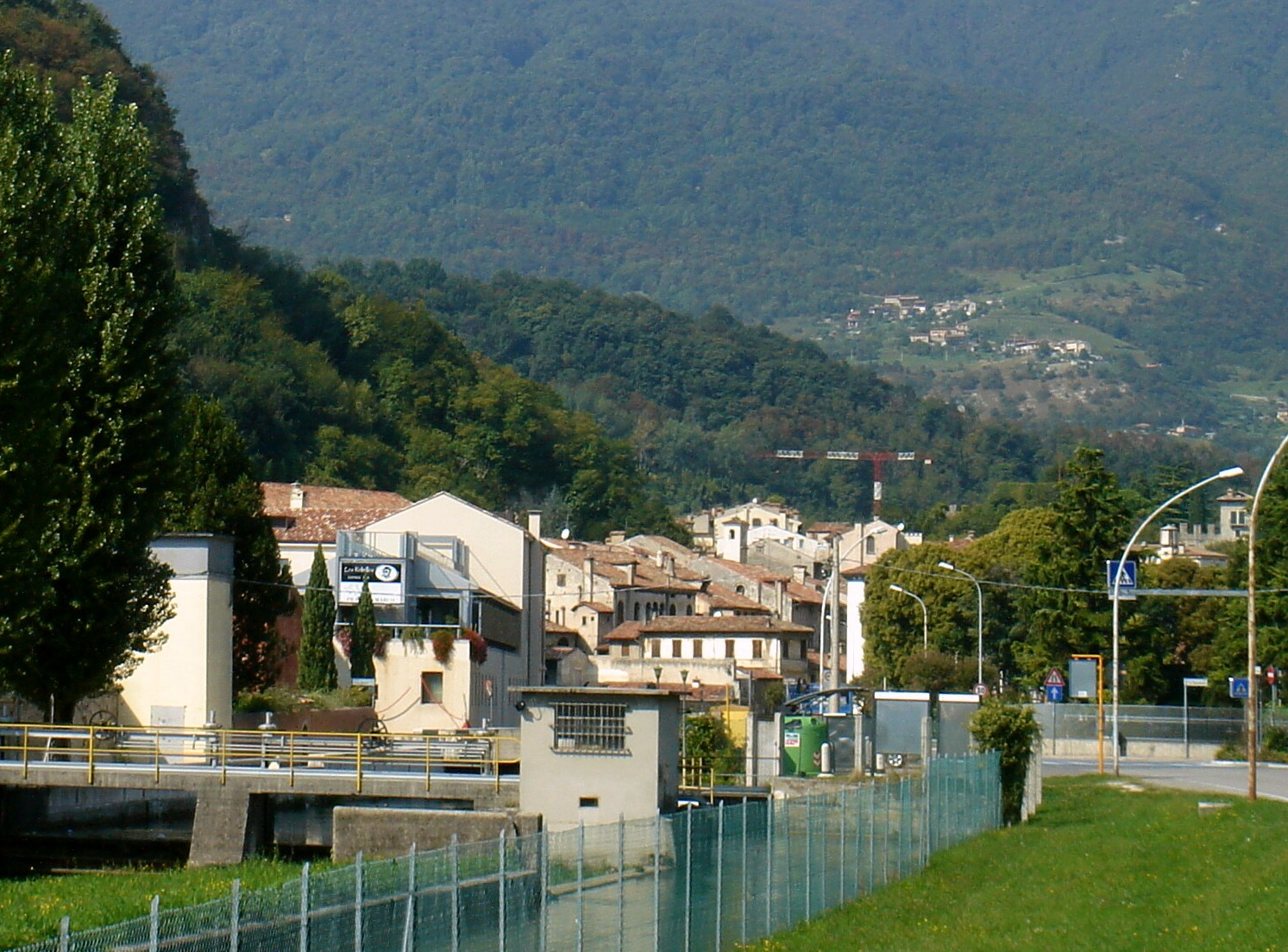
Veduta da sud dei palazzi del centro storico di Serravalle

Innumerevoli facciate secolari rendono di grande rilevanza storica e architettonica le vie di Serravalle di Vittorio Veneto. Questo centro di origini romane, si sviluppò nel medioevo, giungendo alla massima fioritura economica ed artistica durante il Rinascimento, quando fu frequentato da grandi architetti, pittori ed umanisti.
Questa voce procede ad una descrizione storico-architettonica dei palazzi più importanti, attraverso una suddivisione per contrade e piazze: nell'ordine via Roma, via Martiri della Libertà e piazza Minucci, via dei Battuti e piazza Flaminio, via Casoni e il Foro Boario.

## Via Roma

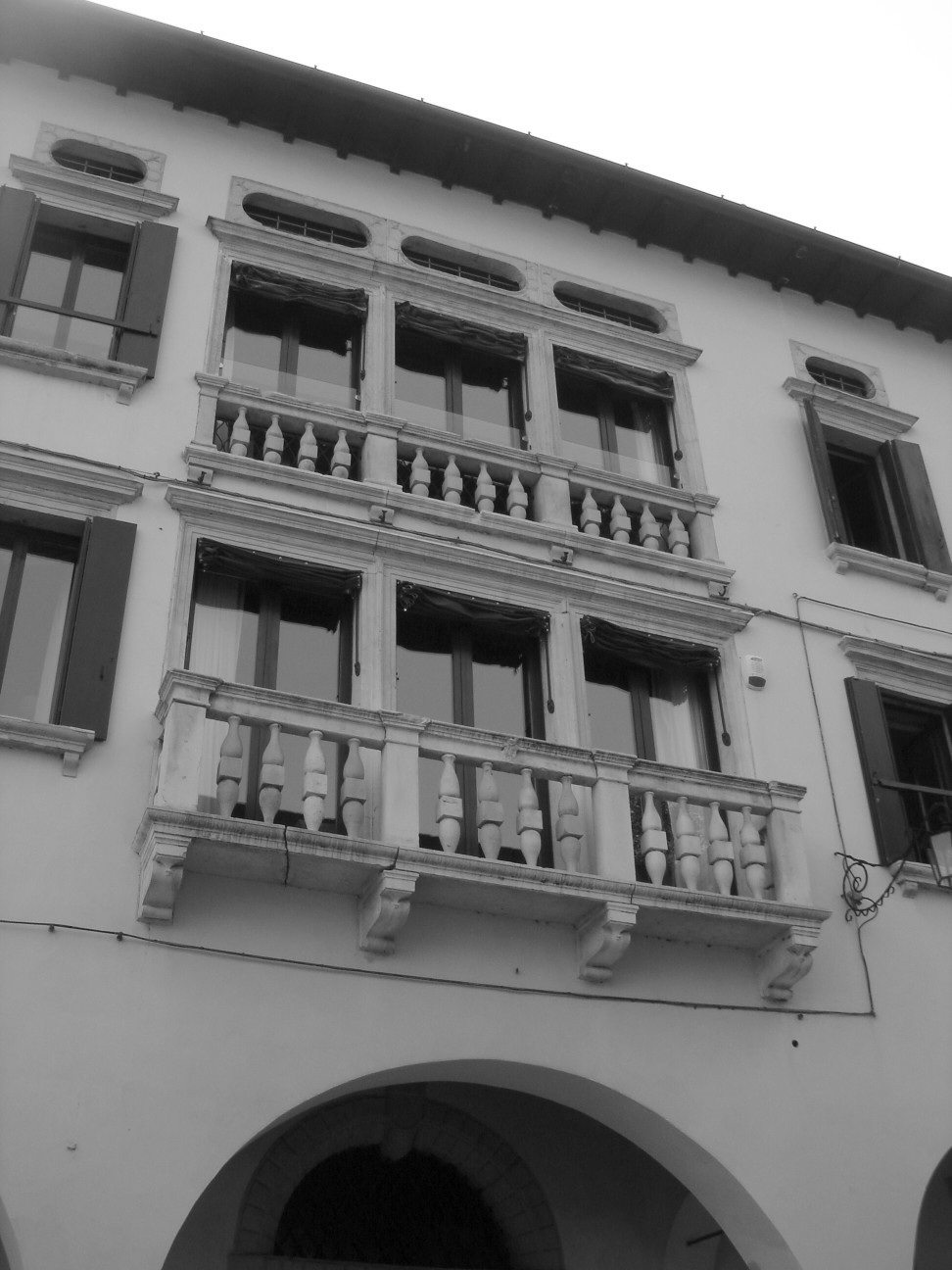
Palazzo Stella, particolare con trifore

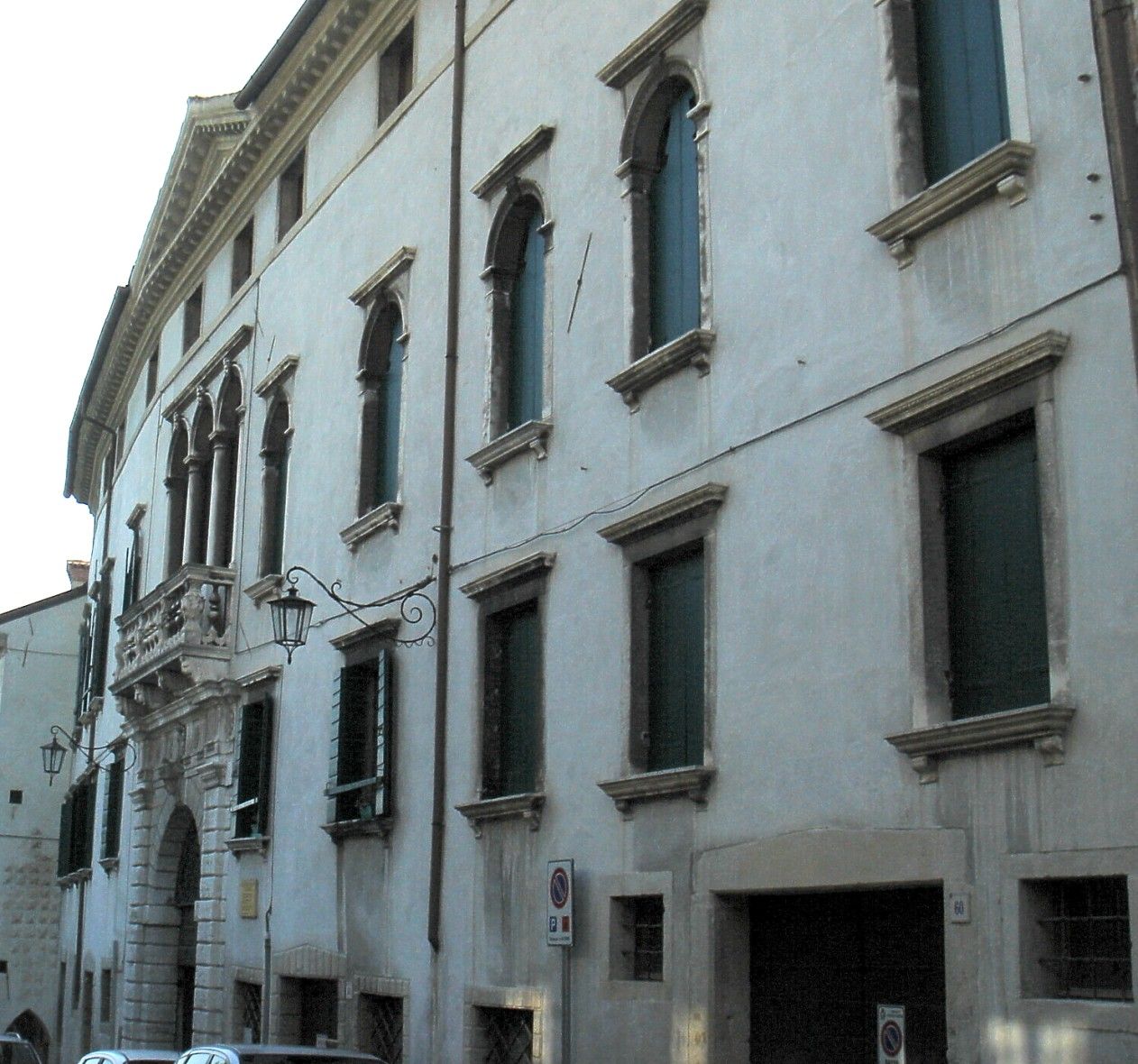
Palazzo Cesana della Riva Lucheschi

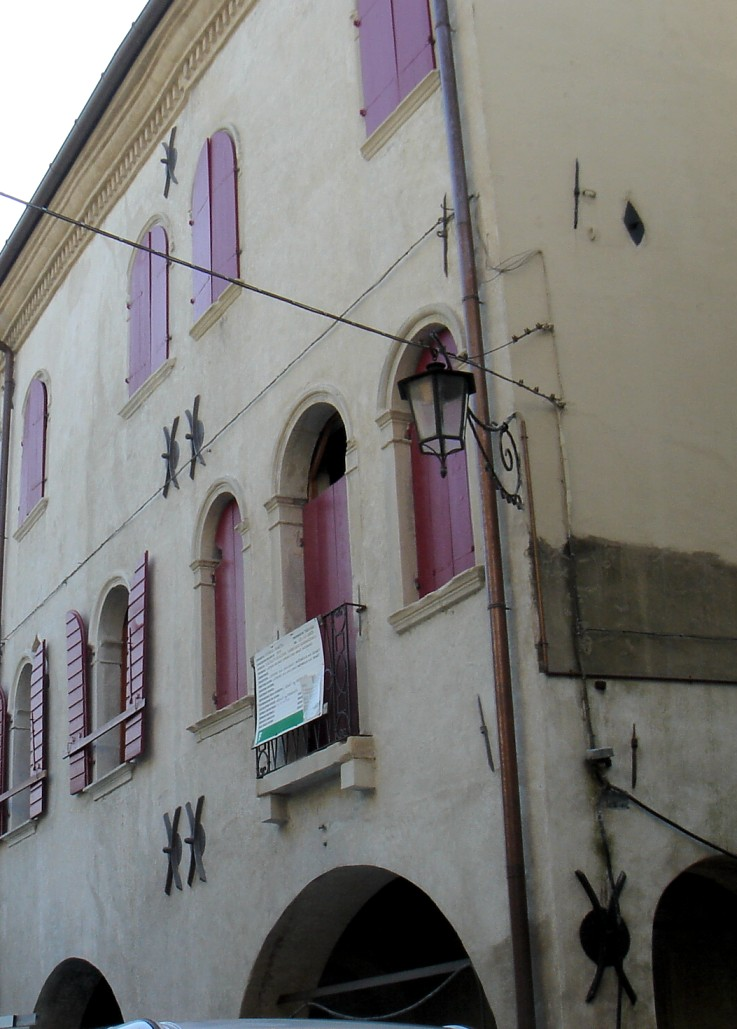
Palazzo Casoni

Via Roma, anticamente detta via Riva, prima dell'occupazione degli austriaci, che nel XIX secolo aprirono una nuova strada che deviava il traffico proveniente dal Cadore, era l'unica via praticabile per entrare nel cuore di Serravalle da nord, dove Porta Superiore faceva da limite; a sud invece via Riva era delimitata da Porta dei Andre, andata distrutta e sostituita nel XVI secolo da un arco per Antonio Grimani, doge di Venezia.

### Palazzo Manarin
Palazzo Manarin è un palazzo quattrocentesco, dimora dell'omonima famiglia, la quale fece affrescare l'intera facciata; oggi, malgrado la superficie pittorica sia andata per la gran parte perduta, restano alcuni frammenti, tra i quali, inserito fra due monofore del piano nobile, si vede, in buono stato, lo stemma gentilizio dei Manarin.

### Palazzo Casoni
Palazzo Casoni (detto Stella) è un edificio del XVI secolo, dimora della famiglia omonima. La facciata asimmetrica, restaurata nel 1990, è quella di un palazzo rinascimentale di tre piani più ammezzato nel sottotetto: al piano terra le quattro arcate a tutto sesto del portico danno accesso al portale, che ha lo stemma della casata dei Casoni inserito in chiave di volta; ai due piani nobili centralmente, tra due coppie di monofore rettangolari, c'è una trifora con balaustra, sporgente solo al primo; il sottotetto è aperto da oculi. Tutte le aperture sono inserite in cornice lapidea.
Nel palazzo suddetto visse il poeta Guido Casoni.

### Palazzo Cesana "della Riva" poi Lucheschi
Palazzo Cesana di via Roma risale al XVII secolo ed è considerato per attribuzione opera di Francesco Caprioli, scultore e architetto di Serravalle, al quale fu commissionato dalla nobile famiglia dei Cesana detti "della Riva". Restaurato tra gli anni settanta e ottanta, è stato dichiarato bene culturale.
La facciata, caratterizzata da una lieve convessità. Dietro l'edificio trova posto un cortile, nel quale sono dislocati diversi annessi, tra cui cantine e granai.

### Palazzo Costantini
Il palazzo della famiglia Costantini è incastonato tra Palazzo Cesana Lucheschi e Palazzo Casoni; datato XIV secolo, la sua facciata, sviluppata in altezza e col portico aperto da una sola arcata, è l'ammodernamento rinascimentale.
Un tempo completamente affrescato, oggi conserva solo una parte della decorazione cinquecentesca, che ha beneficiato di un restauro conservativo negli anni 2000.

### Palazzo Casoni
Palazzo Casoni, con la sua facciata quattrocentesca restaurata negli anni 2000, è l'ultima costruzione di via Roma prima di Porta Superiore.
Nel periodo napoleonico appartenne alla famiglia Chizzolini.
Le caratteristiche architettoniche vedono il piano terra con il consueto portico, caratterizzato da due grandi archi a sesto ribassato, e i due piani nobili ingentiliti da monofore a tutto sesto distribuite asimmetricamente.

## Via Martiri della Libertà e piazza Minucci

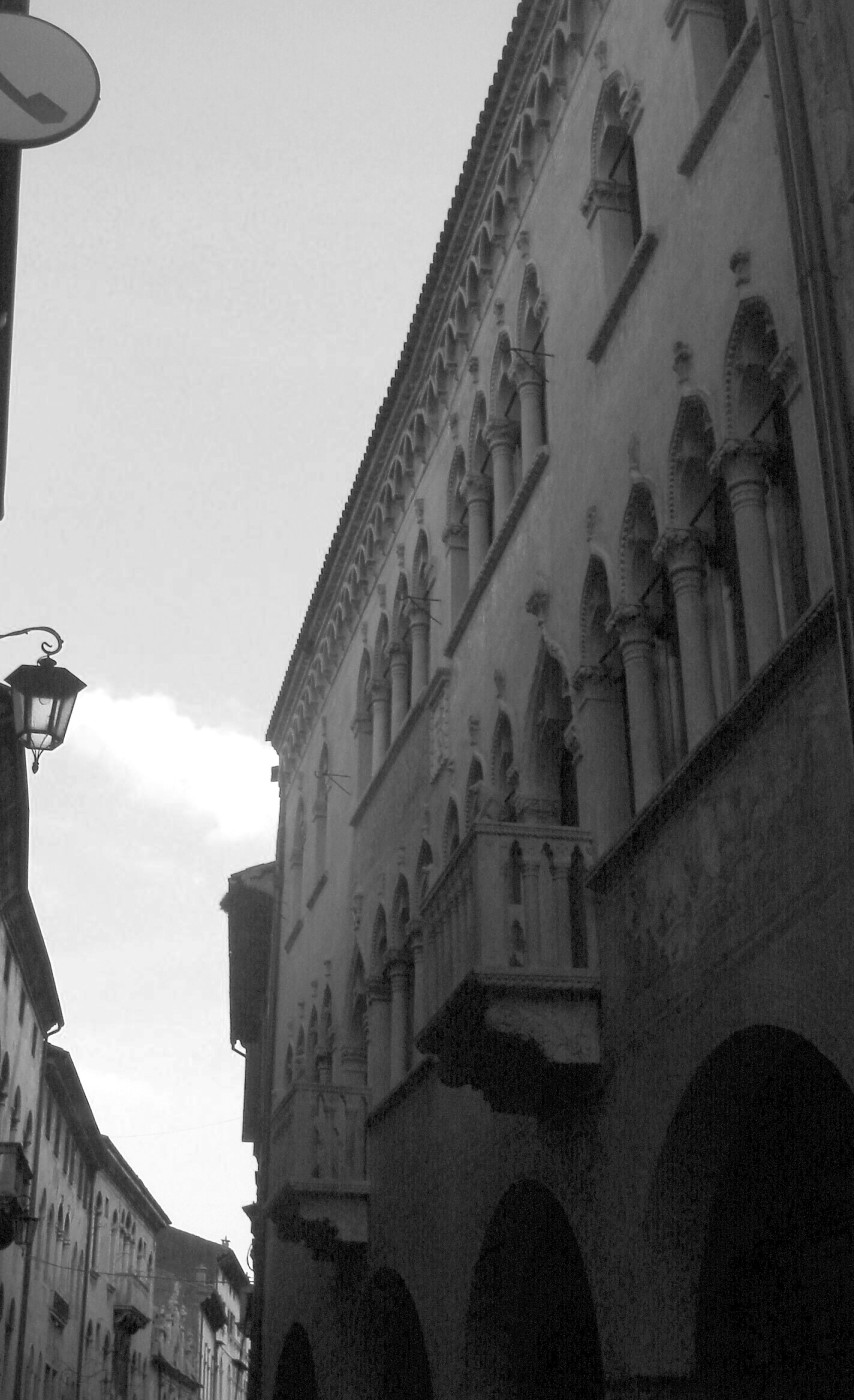
Palazzo Racola de Fontanellis Troyer

Anticamente via Martiri della Libertà aveva il nome di Cal Granda; a metà del suo corso, sul lato est, si apre una piazza, denominata Minucci per la presenza di un importante palazzo omonimo.

### Palazzo Troyer
Palazzo Troyer è un palazzetto del XV secolo inserito tra Casa Bernardini (parte sinistra del complesso del Palazzo della Comunità) e l'omonimo e più imponente Palazzo Racola de Fontanellis Troyer.
La facciata è ingentilita, al secondo piano, da una bifora a tutto sesto balaustrata e, al terzo piano, da due trifore gotiche. Sulla superficie e negli archetti del cornicione sono presenti dei resti di affreschi, i cui autori sono Dario da Treviso e lo Squarcione. Il palazzo ha una seconda facciata più disadorna sulla calle posteriore.

### Palazzo Racola de Fontanellis Troyer
Tra le facciate più imponenti di Serravalle c'è quella quattrocentesca di Palazzo Racola de Fontanellis Troyer, in stile gotico; essa si allunga sul lato occidentale di via Martiri, nel tratto tra piazza Flaminio e piazza Minucci.
Sopra le quattro arcate a tutto sesto del portico, i due piani nobili, presentano una forometria di grande pregio e disposta simmetricamente: il primo piano presenta lateralmente due quadrifore tra le quali si inseriscono due monofore con balaustra e una coppia di trifore; il primo piano invece, in luogo delle quadrifore ha coppie di monofore e, in luogo di monofore e trifore, due quadrifore: tutte le aperture sono ogivali e trilobate.
L'intera superficie della facciata è affrescata con decorazioni con elementi floreali e architettonici, ancora conservate in più punti.

### Palazzo Filomena Marchi Vascellari ora Faganello

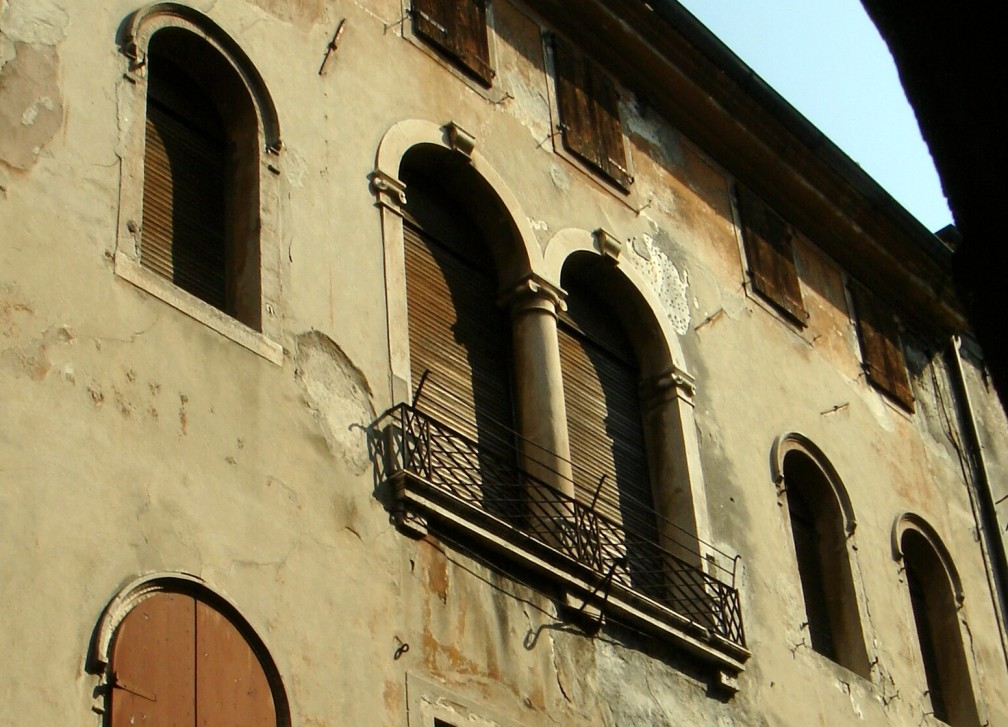
Palazzo Filomena, particolare con bifora

Tra le maggiori architetture della Cal Granda, il quattrocentesco Palazzo Filomena Marchi è inserito sul lato orientale. La sua costruzione risale al 1489, per volontà dei Filomena e in luogo di un preesistente edificio duecentesco; nel XVIII secolo, l'originaria struttura subì delle modifiche.
La facciata, decorata da affreschi quasi completamente perduti, è disposta su tre livelli, col portico architravato e sostenuto da colonne doriche. Ai due piani nobili hanno rilievo le bifore centrali.

### Palazzo Sanfiori

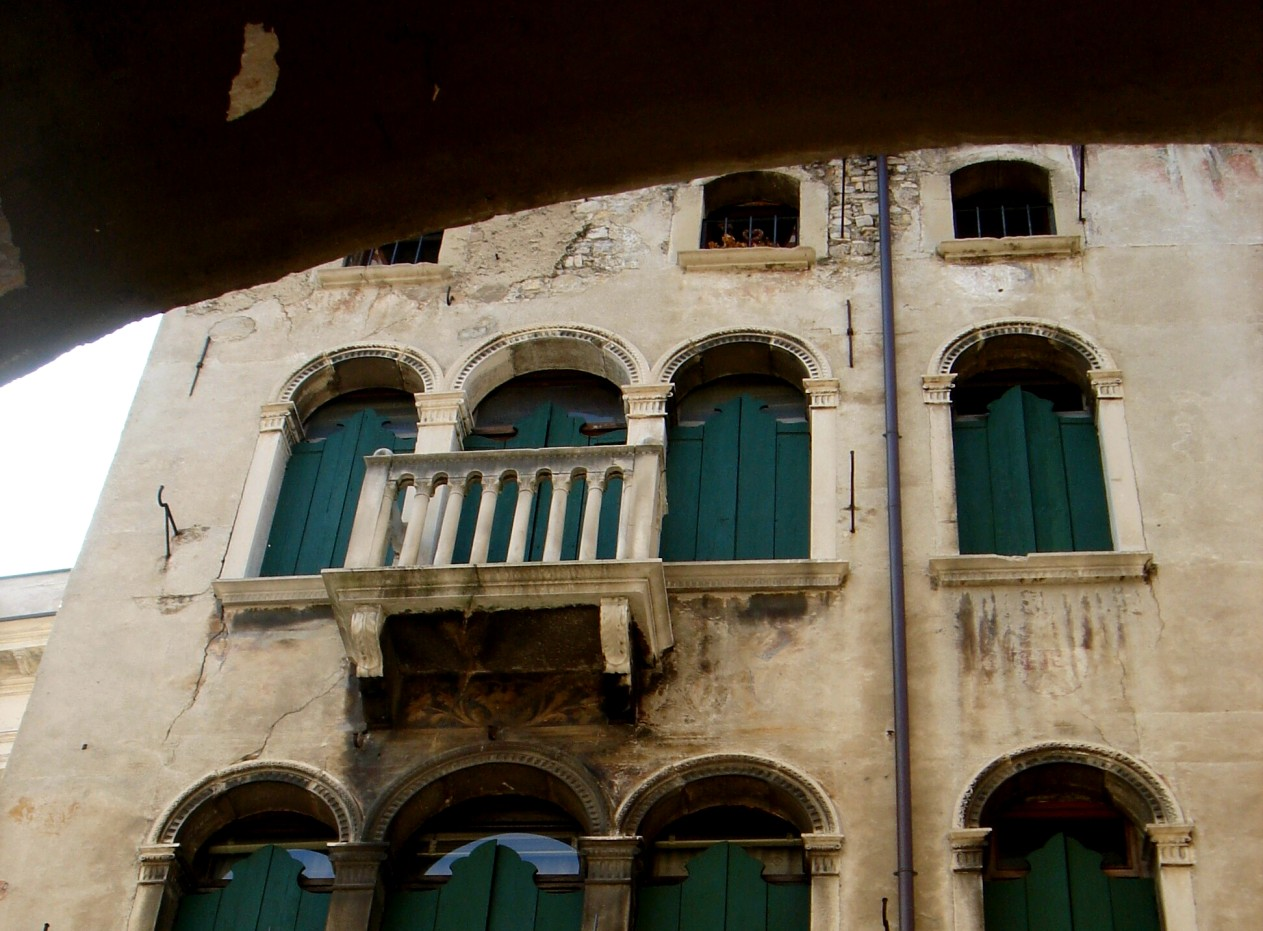
Palazzo Sanfiori, particolare con trifora

Edificio del XV secolo, Palazzo Sanfiori è dimora della storica famiglia locale dei Sanfiori, già proprietaria in Cal Granda dell'omonima casa trecentesca, oltre che di altre dimore in campagna, come la Villa Sanfiori di Castello Roganzuolo. Nello specifico, questo palazzo fu voluto da Silvestro e Odorico nel 1499.
Si tratta dell'edificio di quattro piani all'angolo nord di piazza Minucci, adiacente al teatro; la facciata, un tempo coperta da affreschi la cui presenza è oggi solamente intuibile, presenta una forometria evidenziante i livelli, con al piano terra il portico, aperto da due arcate a tutto sesto. Ai piani nobili, la facciata si presenta divisa in due parti, con a sinistra due ordini di trifore, con l'apertura centrale arricchita dalla sporgenza di una balaustra (al primo piano in ferro battuto, al secondo in pietra), e a destra due monofore; il sottotetto, percorso in alto da cornicione dentellato, ha quattro finestre di dimensioni minori.

### Teatro Sociale di Serravalle

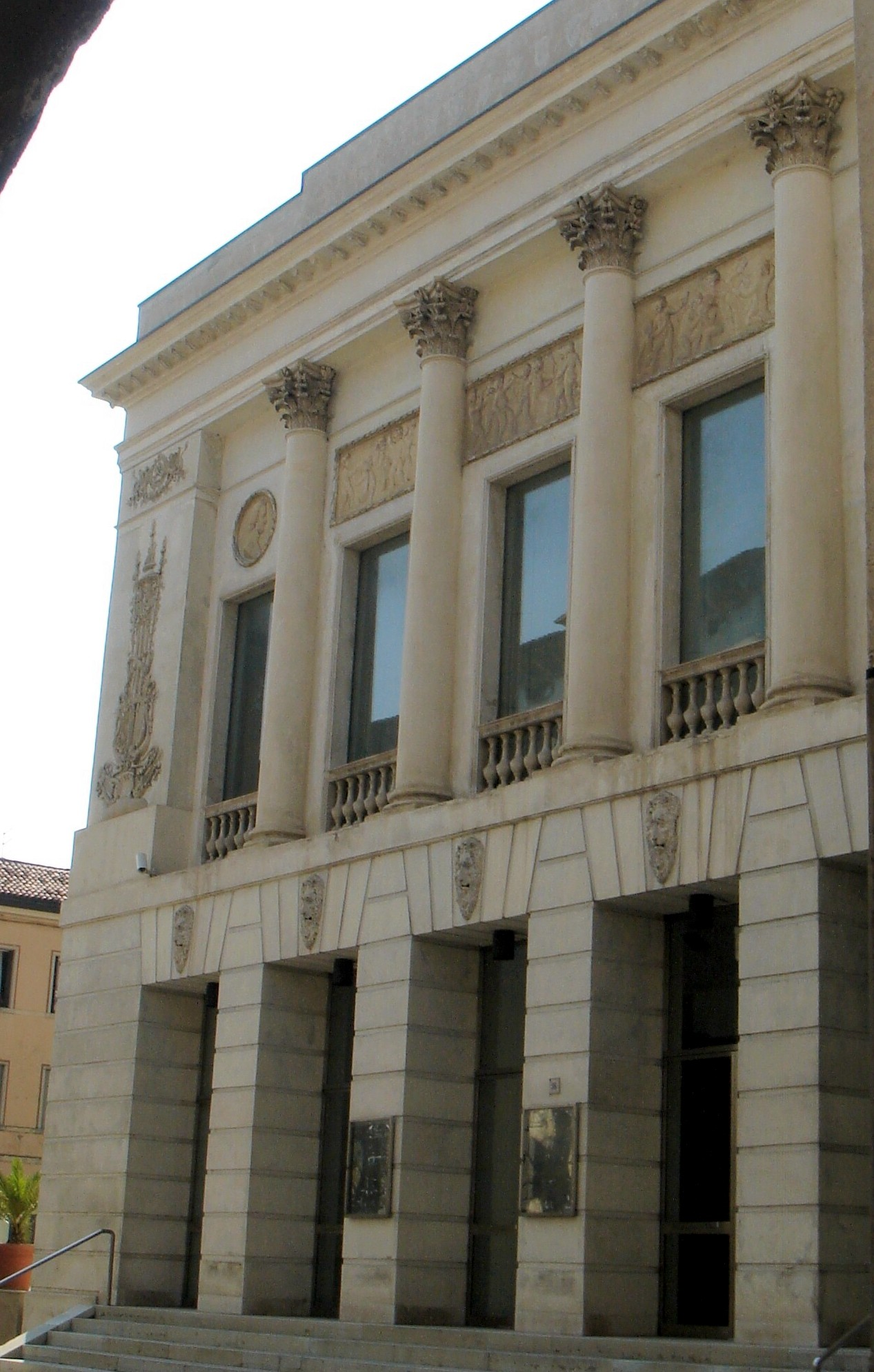
Il teatro

Edificio che si allunga sull'intero lato nord di Piazza Minucci, il Teatro Sociale o Teatro "Lorenzo Da Ponte" è una struttura neoclassica di due piani, edificata tra 1842 e 1879 e progettata da Giuseppe Segusini. All'interno, l'assetto originario è andato perduto causa la trasformazione in cinema negli anni cinquanta; tuttavia, il restauro degli anni duemila ha ripristinato la funzione di teatro.

### Loggia dei Grani
Adiacente al teatro e incorniciata dal verde del colle di Sant'Antonio (dove si vedono i ruderi dell'antica chiesa omonima), la Loggia dei Grani chiude il lato ovest di Piazza Minucci. Si tratta di un complesso tardo ottocentesco, realizzato su un progetto di Giuseppe Segusini, ma successivamente rivisitato; l'impianto neoclassico è evidenziato da un colonnato architravato, sopra il quale si forma una terrazza balaustrata e impreziosita da sculture.
Era il centro economico di Serravalle, dove si svolgeva il mercato coperto.

### Palazzo Arrigoni Gaiotti
Facciata quattrocentesca posta a sinistra del complesso di Palazzo Minucci e di fronte al Teatro Sociale, Palazzo Arrigoni Gaiotti si dispone su tre livelli, con al pian terreno il consueto portico aperto da archi a tutto sesto. La forometria dei piani superiori si caratterizza per la presenza di due ordini di trifore al centro, entrambi dotati di raffinate balaustre con colonnine ioniche. Sotto il cornicione si conserva traccia degli affreschi che Lodovico Chio realizzò nel 1522, oggi quasi del tutto cancellati.

### Palazzo Minucci poi De Carlo

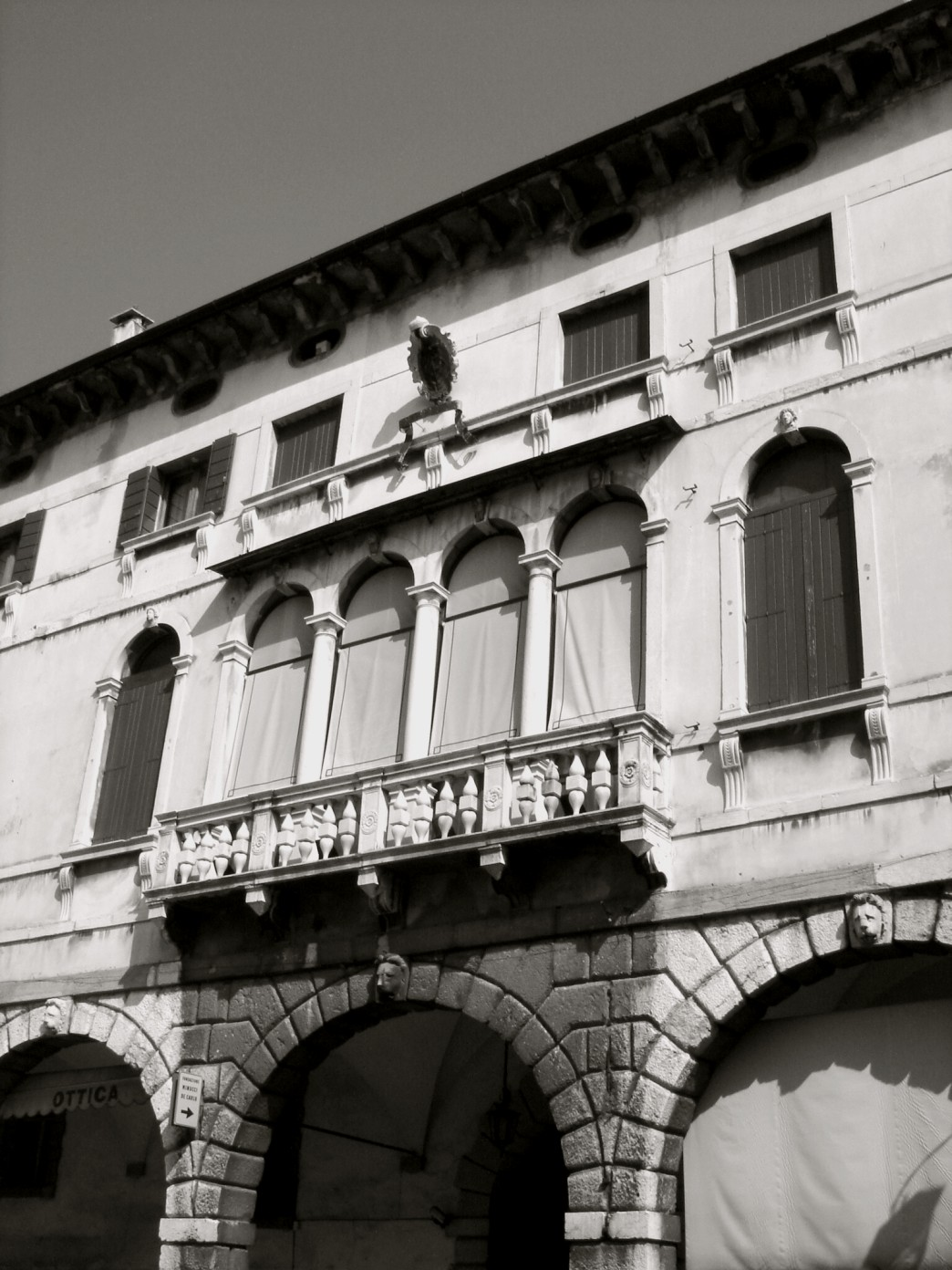
Palazzo Minucci poi De Carlo, particolare della facciata

Grande complesso realizzato per volontà di Minuccio Minucci tra il XVI e il XVII secolo, Palazzo Minucci De Carlo si compone di un corpo centrale su tre livelli, con ai lati due ali simmetriche di due piani e a sinistra una cappella privata dedicata a santa Croce.
Nel suo insieme, la grande facciata sulla Cal Granda si mostra sostenuta da nove arconi a tutto sesto bugnati e con mascherone in chiave di volta, con il sottoportico coperto da volte a crociera, dove si aprono le porte del piano terra e le finestre del mezzanino. Al primo piano, al centro di una fila di monofore a tutto sesto in cornice lapidea, si pone una grande quadrifora con parapetto. Al secondo piano, di altezza inferiore, vi sono otto aperture quadrate, alle quali corrispondono, sotto lo spesso cornicione dentellato, otto oculi. I livelli sono divisi da cornici marcapiano, mentre al centro del terzo piano si sporge, in pietra e di grandi dimensioni, lo stemma della famiglia Minucci.
Il secondo nome del palazzo si deve al fatto che Giuseppe De Carlo lo acquistò dai Minucci a metà del XIX secolo; a suo nipote Giacomo Camillo si deve la modernizzazione degli interni, con opere e arredamenti in stile decadentista-dannunziano, attuale patrimonio della "Fondazione Minuccio Minucci", da lui voluta.

### Palazzo Brocca

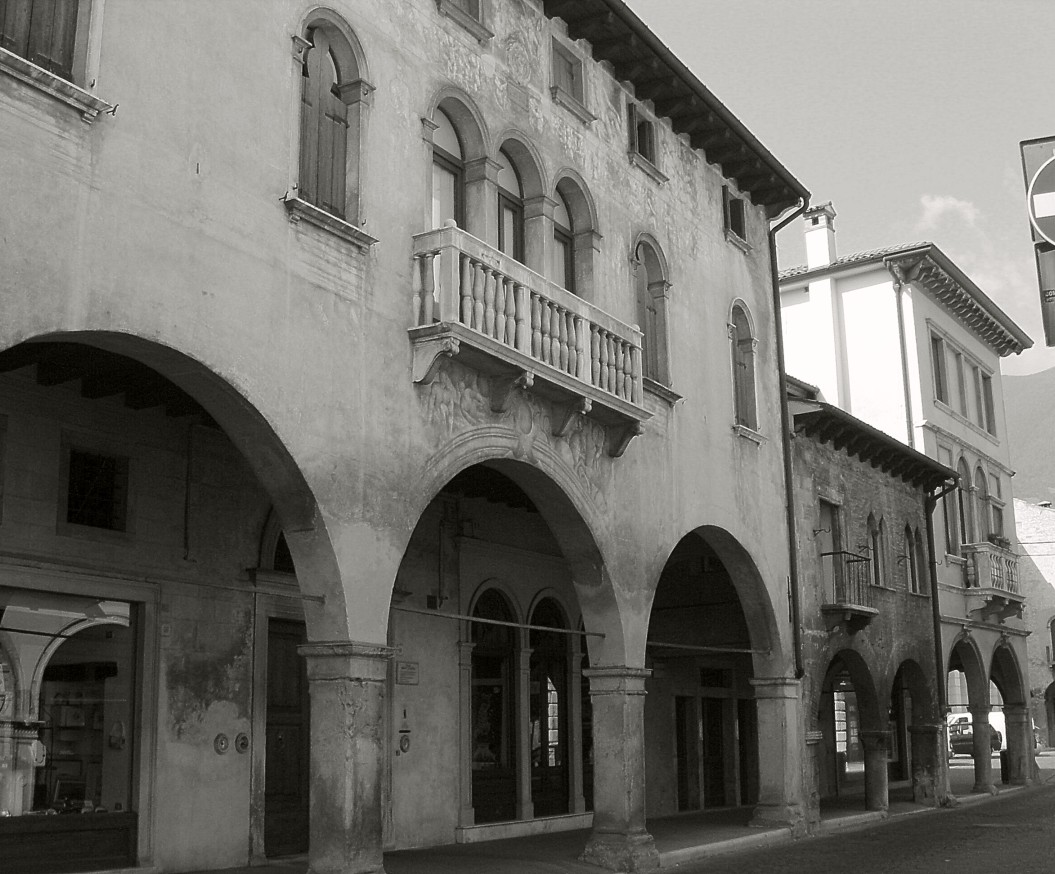
Palazzo Brocca, Casa Sanfiori e Palazzo Pancetta "De Venetiis"

Sull'angolo tra piazza Minucci e via Martiri della Libertà si colloca Palazzo Brocca; dell'originario aspetto cinque-secentesco resta solo la seconda facciata sulla via, sviluppata in altezza e adiacente a Casa Sanfiori. Tale prospetto è disposto su quattro livelli: il piano terra con il portico aperto da due archi a tutto sesto; il primo piano con una bifora balaustrata a cui è appaiata una monofora rettangolare per lato; il secondo piano con quattro aperture rettangolari inserite in un'unica cornice lapidea.
La famiglia dei committenti di questo palazzo, i Brocca, era nota per avere nelle sue file orafi e argentieri di grande perizia.

### Casa Sanfiori
Tra i palazzi più antichi di via Martiri della Libertà c'è Casa Sanfiori, del XIV secolo, così denominata anche per distinguerla dal vicino palazzo omonimo.
È una facciata di soli due piani, con due arcate a tutto sesto del portico al piano terra e al piano nobile un'apertura rettangolare con balaustra a destra, mentre a sinistra due bifore gotiche, che evidenziano l'origine medievale della casa.
Sulla facciata a mattoni si nota la presenza quasi impercettibile di decorazioni pittoriche.

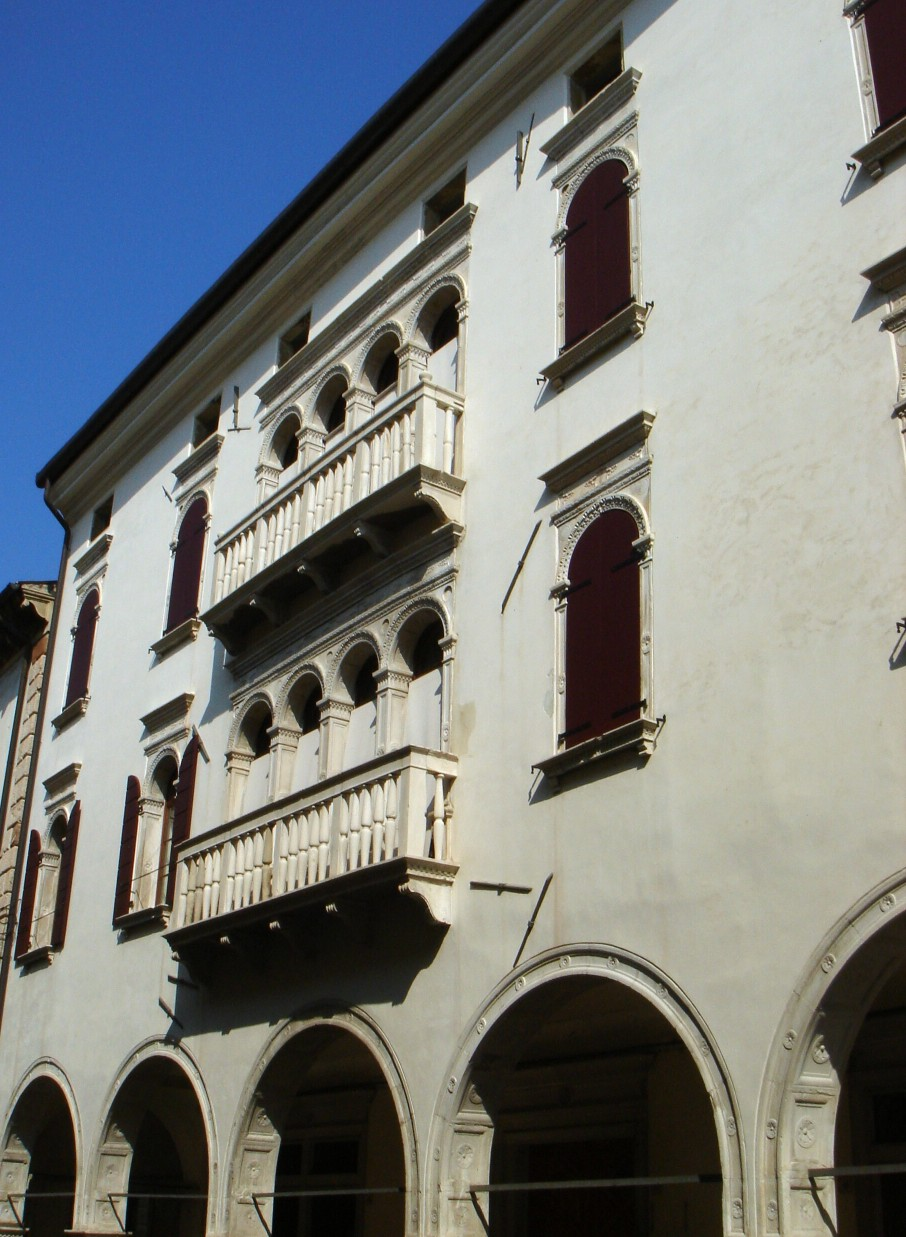
Palazzo Sarcinelli

### Palazzo Pancetta "De Venetiis"
Realizzato nella prima metà del Cinquecento per volere di Antonio Pancetta "De Venetiis", il palazzo omonimo è stato successivamente delle famiglie Altan e Serafini.
La facciata, posta di fronte a quella di Palazzo Sarcinelli, è di due piani con mezzanino e ammezzato nel sottotetto e impreziosita da affreschi monocromi rinascimentali, che la critica attribuisce alla scuola del Pordenone. Tre arconi a tutto sesto sostengono il piano nobile, abbellito centralmente da una trifora con parapetto sporgente, inserita tra due coppie di monofore. Il sottotetto ha sei aperture quadrangolari di piccole dimensioni, in simmetria con quelle del primo piano.

### Palazzo Sarcinelli
Edificio del primo XVI secolo, Palazzo Sarcinelli è uno dei più importanti di Serravalle: oltre che sede della nota famiglia Sarcinelli, è considerato luogo tizianesco, per la presenza della figlia del Vecellio.

## Via dei Battuti e piazza Flaminio
Lungo il Meschio passa una calle che congiunge l'area dell'ex Scuola dei Battuti con piazza Flaminio: si tratta di via dei Battuti, dove sorgono Casa Varnier e Casa Gandini; elementi maggiormente suggestivi di questo breve percorso sono i muretti in pietra con contrafforti, costruiti nel Cinquecento per far da deviazione a questo tratto di Meschio, dividendolo in due canali paralleli.
Il portico di Casa Gandini dà accesso a piazza Flaminio, luogo di antichissima origine, che ha assunto l'attuale aspetto nell'Ottocento su quello che era il Phorum Serravalli. Gli austriaci fecero ridurre o abbattere alcune architetture, edificando l'arco del lato nord, detto appunto "austriaco", deviando l'Alemagna, il cui precedente tracciato riguardava via Roma.

### Casa di Delfino Varnier detto "Peo"

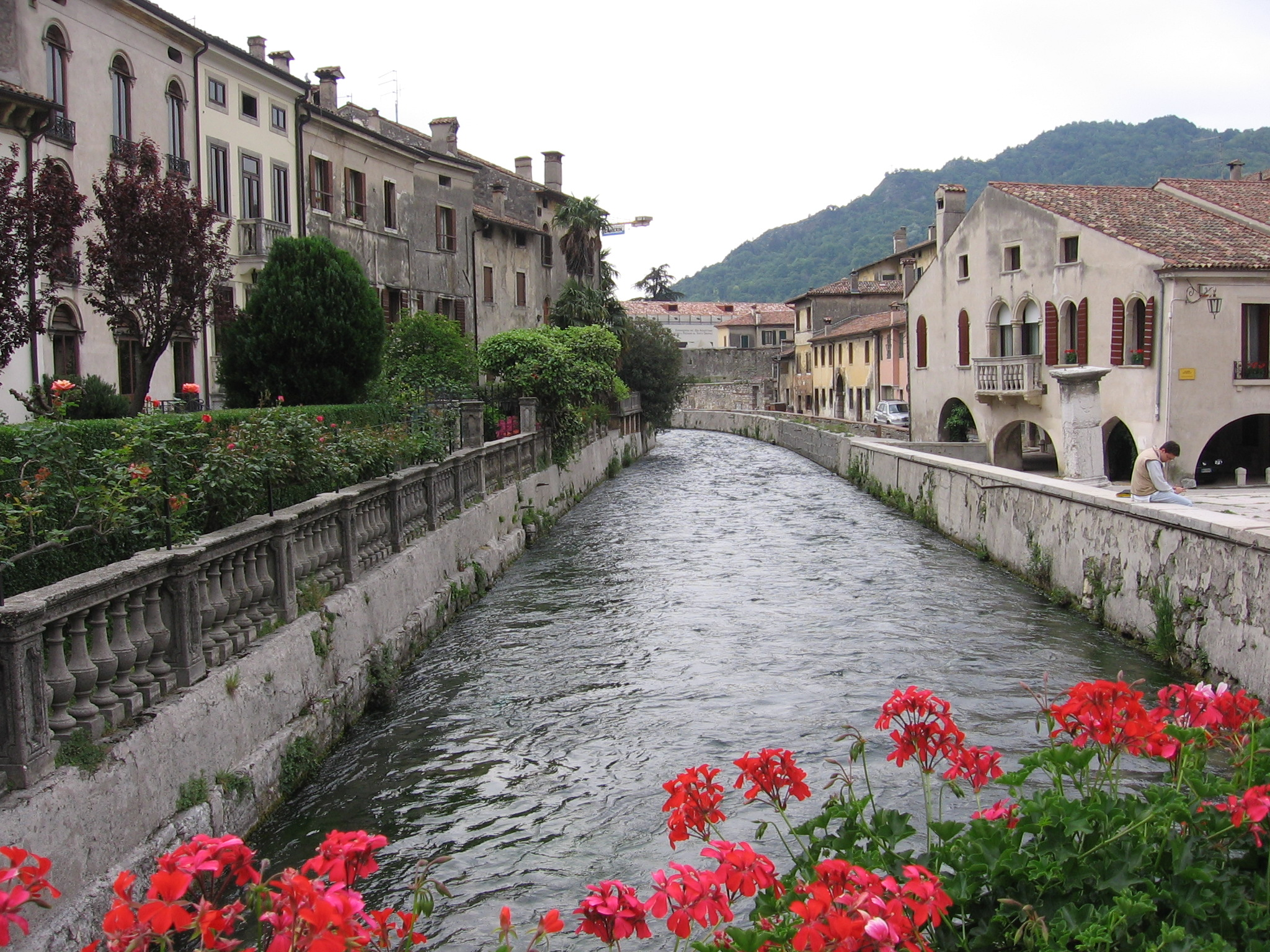
Il Meschio con a destra Casa Gandini e dietro, Casa Varnier

Lungo via dei Battuti, costeggiata a est dal Meschio, si incontra una casa dal vecchio intonaco, disposta parte su tre parte su due piani, sulla cui facciata una lapide commemorativa ricorda la presenza del pittore serravallese Delfino Varnier detto "Peo", la cui famiglia possedeva una vecchia osteria, che ancora oggi ha luogo qui e nella quale sono custoditi numerosi quadri dell'artista.

### Casa Gandini già Armellin
Ultimo palazzo di via dei Battuti, facente angolo col lato sud di piazza Flaminio, Casa Gandini, detta anche Casa di Salomone, è tra le più antiche abitazioni di Serravalle, sorta nel Trecento e sopravvissuta all'alluvione del 1521, malgrado la sua adiacenza al fiume Meschio.
Elementi architettonici di particolare interesse sono i cinque archi a sesto ribassato del sottoportico e la bifora balaustrata della facciata sul Meschio; tale facciata si distingue per la caratteristica tipologia a capanna.

### Palazzo Cesana

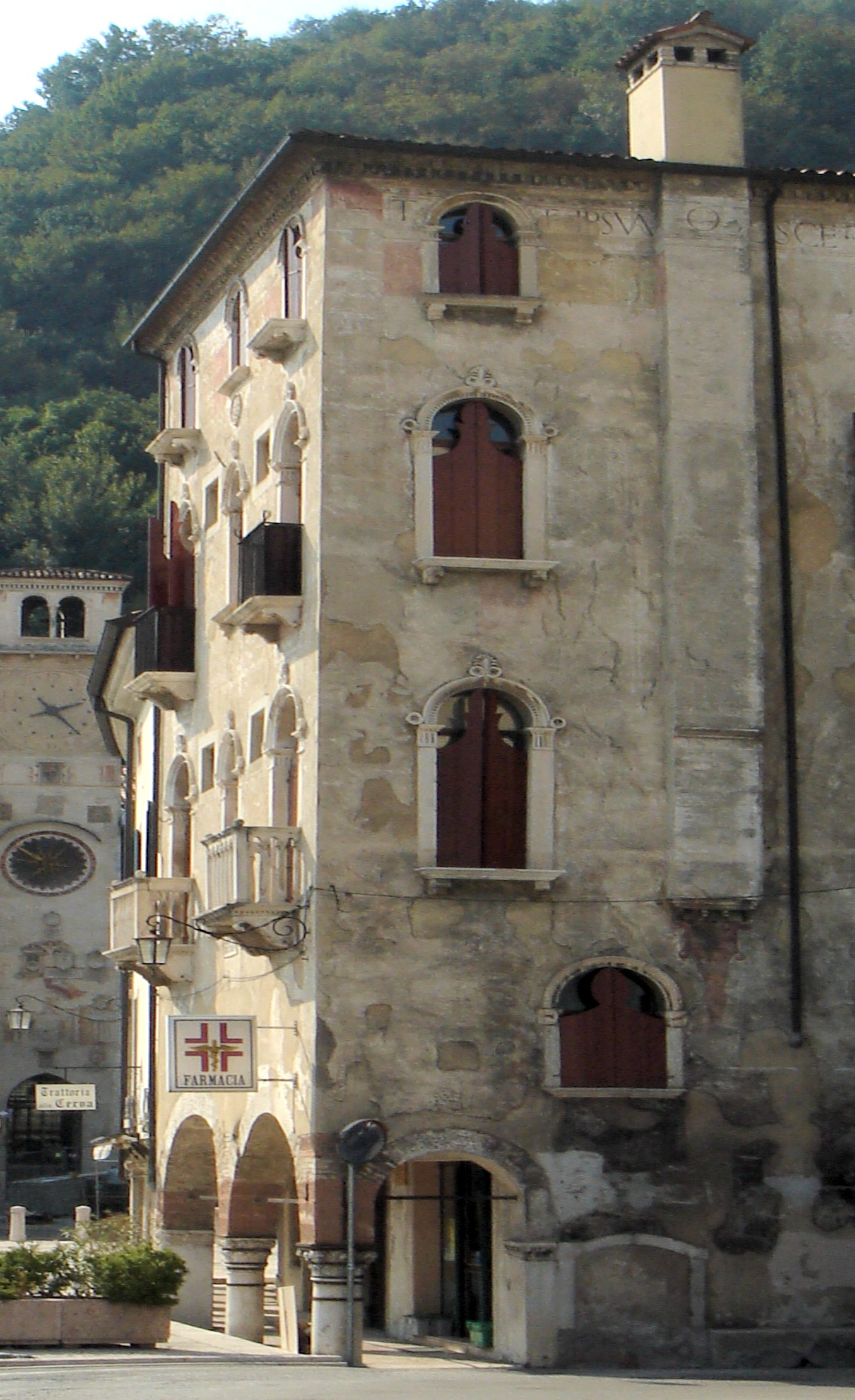
Palazzo Cesana

Facciata principale del lato nord di piazza Flaminio, Palazzo Cesana è un'architettura quattrocentesca di grande importanza storico-architettonica, Donato Cesana "della Piazza" lo commissionò nel 1485 all'architetto Pisano di Treviso. Disposto su quattro livelli, questo edificio è sviluppato in altezza e in profondità; la facciata si caratterizza per avere tre monofore a tutto sesto per piano, mentre al piano terra un basso portico aperto da due archi sostenuti da tre colonnine in pietra di ordine composito.
Sulla superficie della facciata e del lato destro di Palazzo Cesana si vedono, pur in gran parte compromessi, gli antichi affreschi, ricchi di decorazioni e iscrizioni, tra le quali è presente il Cristogramma JHS, probabile richiamo al suo divulgatore San Bernardino da Siena, presente a Serravalle nel 1423.
Nel sottoportico trova spazio, sopra l'arcata di sinistra comunicante col palazzo adiacente, un affresco tardo quattrocentesco ben conservato: Madonna con Bambino di Antonello da Serravalle (attribuzione). La Madonna, in abito rosso coperto parzialmente da un mantello blu bordato di bianco, è rappresentata seduta su un trono con baldacchino scolpito, mentre il Bambin Gesù, visto di profilo, è in piedi sulla gamba sinistra della madre, abbracciandola col braccio destro.

### Palazzo Todesco già Cesana Bonaccorsi
Palazzo Todesco si trova alla confluenza di via Roma con la Statale Alemagna, in adiacenza con l'arco austriaco. Sorto tra il XV e il XVI secolo come dimora della famiglia Cesana, il palazzo ha una facciata caratterizzata da un grande e alto portico che interessa piano terra e mezzanino; sopra, i due piani nobili, secondo una disposizione simmetrica, hanno ciascuno due bifore a tutto sesto, alternate da monofore rettangolari. Da qui si accede a Via Roma, ove si trova il Castrum Serravallensis.

### Palazzo Torres già Cesana Pesaro
Adiacente al Palazzo della Comunità e separato da esso solo dalla presenza del sottoportico che dà accesso alla "contrada de Piai", dove visse il pittore rinascimentale Francesco da Milano, sorge Palazzo Torres, oggi sede della sezione archeologica del "Museo del Cenedese". Eretto intorno al 1502, data presente in una lapide qui affissa, il palazzo si allunga all'imbocco di via Roma, uscendo da piazza Flaminio.
La facciata si articola su tre livelli: il pian terreno con un porticato a tre archi a tutto sesto, sostenuti da colonne parzialmente interrate nel declivio della calle; due piani nobili con monofore a tutto sesto in cornici lapidee lavorate; un ampio cornicione dentellato nel sottotetto, nel quale si aprono piccole finestre rettangolari.

### Palazzo della Comunità e Torre Civica

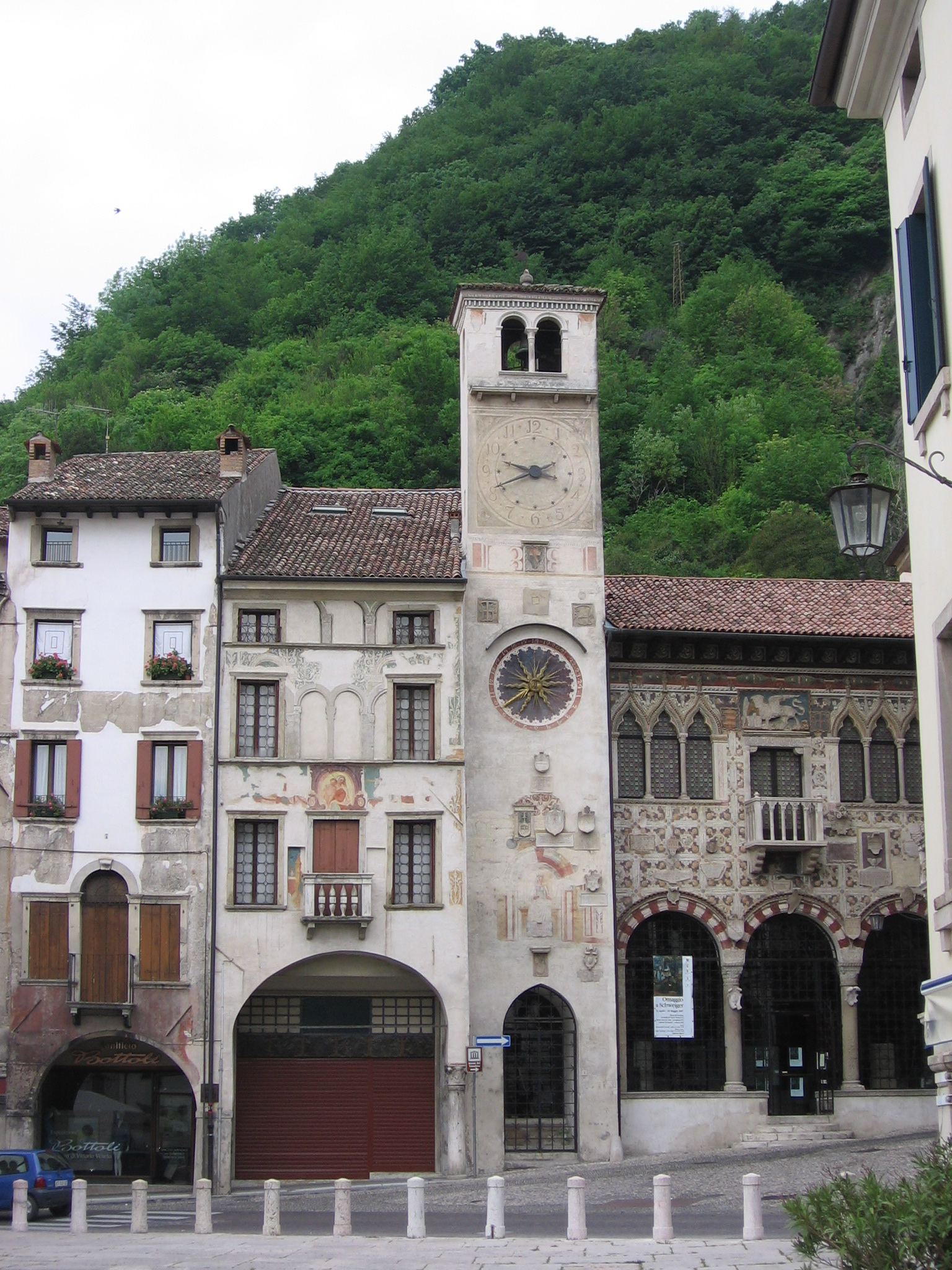
Rispettivamente, Palazzo Troyer, Casa Bernardini, la Torre Civica e il Palazzo della Comunità

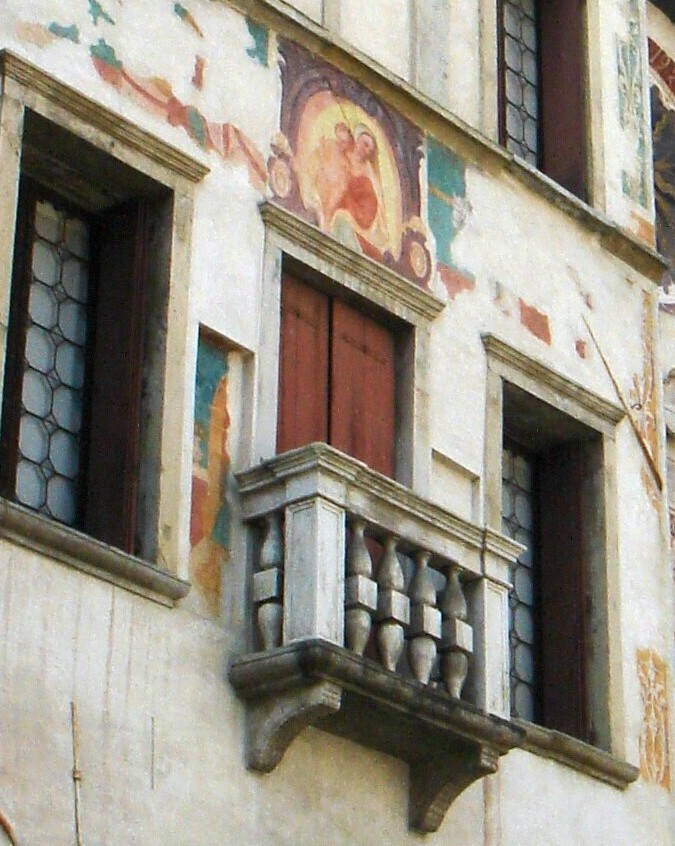
Casa Bernardini, particolare con l'affresco Madonna col Bambino

Complesso sviluppatosi tra XIV e XV secolo, il palazzo che faceva da sede alla "Magnifica Comunità Serravallese", alle dipendenze della Serenissima, è il lato occidentale di piazza Flaminio, incorniciato dal verde del rilievo retrostante. Il Palazzo della Comunità fu edificato su edifici preesistenti per volontà di Gabriele Venier, podestà nel 1462.
Nello stesso Quattrocento, dopo il completamento del palazzo nel 1476 sotto il podestà Domenico Venier, furono commissionati a Dario da Treviso (attribuzione) gli affreschi della facciata, ancora in buono stato: essi rappresentano elementi geometrici e decorativi, mentre centralmente in alto spicca il leone di San Marco, piuttosto compromesso dal saccheggio attuato nel 1797 durante l'invasione napoleonica.
Il Palazzo della Comunità divenne municipio di Serravalle tra 1808 e 1866, data dell'unificazione con Ceneda, mentre nel 1938 vi fu inaugurato il Museo del Cenedese, ancora attivo, la cui fondazione (postuma) si deve all'impegno di Francesco Troyer.
La facciata, di grandissima eleganza, si dispone su due piani: al pian terreno un'ampia loggia è aperta da tre archi a tutto sesto sostenuti da colonne e arricchiti da stemmi; il piano nobile mostra due trifore gotiche, tra le quali si colloca, sotto il leone di San Marco, una monofora rettangolare con balaustra sporgente.
A sinistra della loggia, si innalza la trecentesca Torre Civica, sottile edificio in stile romanico-gotico, aperto solamente, in alto, dalla bifora della cella campanaria e, alla base, da un archetto ogivale. La superficie della facciata è coperta da affreschi e da due grandi quadranti di orologio: quello superiore è datato 1487, epoca dell'innalzamento della torre, quello inferiore invece si deve al secolo precedente, forse al 1334, essendo, tra gli orologi di questa tipologia, uno dei più antichi d'Europa; andato inizialmente perduto, fu ritrovato nei restauri degli anni novanta del Novecento.

### Casa Bernardini
Incastonata tra Palazzo Troyer e la Torre Civica, Casa Bernardini è un palazzetto sviluppato in altezza che fonda la sua storia nel Quattrocento, legandola inscindibilmente a quella del Palazzo della Comunità già nel Cinquecento.
I quattro livelli evidenziati dalle forme della facciata hanno numerose peculiarità: al piano terra un portico aperto da un solo arcone a tutto sesto; al primo piano tre monofore rettangolari con cornice lavorata, quella centrale dotata di balaustra; al secondo piano due monofore rettangolari ai lati e una bifora murata al centro, di cui rimangono in rilievo i contorni lapidei; al terzo piano due aperture minori e un sottile cornicione.
Tutta la superficie è interessata da affreschi rinascimentali, in parte ben conservati: degna di nota è una Madonna col Bambino sopra la finestra centrale del primo piano.

## Via Guido Casoni

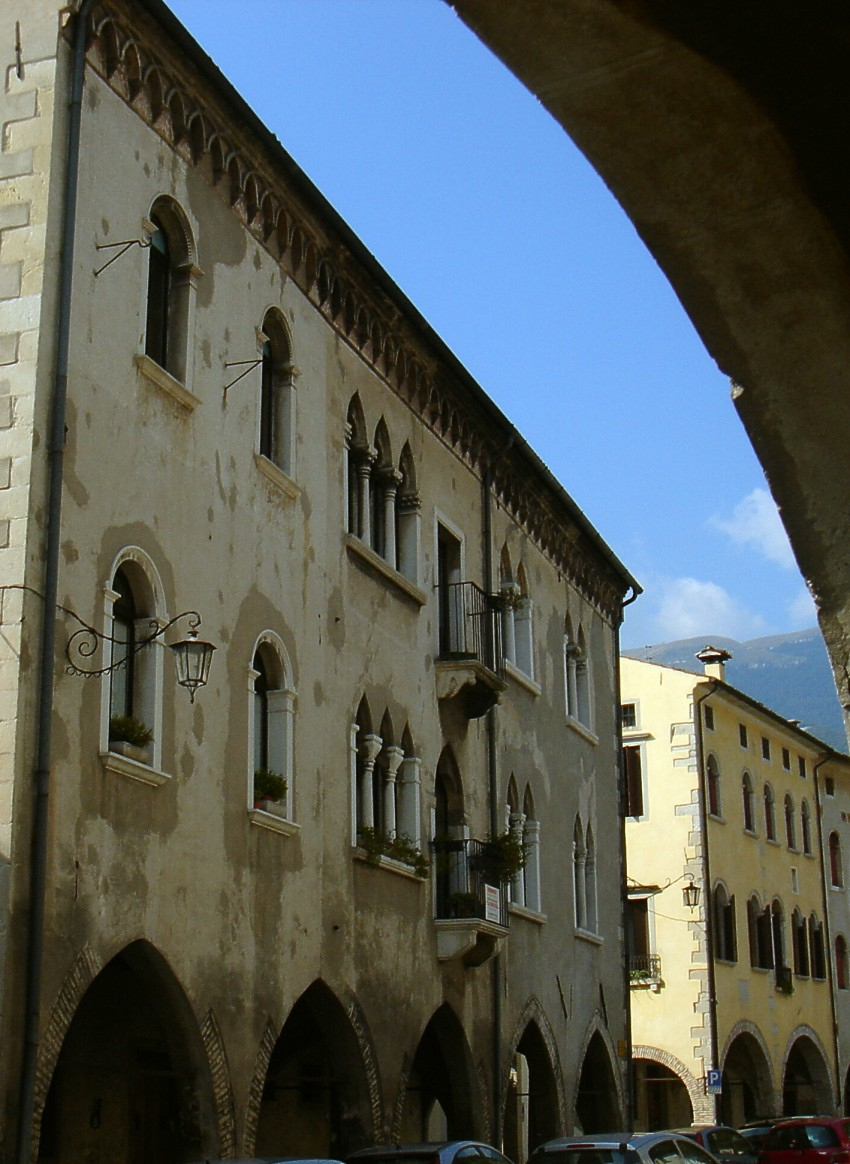
Palazzi Cavalcanti Casoni

Antica "contrada Tiera", l'attuale via Casoni è la strada che collega l'area del Foro Boario e il Duomo di Serravalle, correndo parallela alla Cal Granda a sinistra del Meschio.
Su questa via si affacciano un gran numero di palazzi, tra i quali la casa dell'umanista Marcantonio Flaminio e quella del pittore Antonello da Serravalle.

### Palazzo Borsoi
Tra le facciate del lato orientale della via si trova Palazzo Borsoi, dal nome dell'omonima famiglia locale. Costruito nel Seicento, consta di tre piani più un sottotetto, le cui piccole aperture si organizzano sotto un elegante cornicione a dentelli. La forometria rettangolare dei due piani nobili si interrompe al primo piano, lasciando spazio centralmente a una spaziosa trifora a tutto sesto, con mascheroni in chiave di volta e balaustra sporgente in pietra. Quattro archi a sesto ribassato danno luce al portico del piano terra.

### Palazzo Cavalcanti Casoni detto "Il cason"

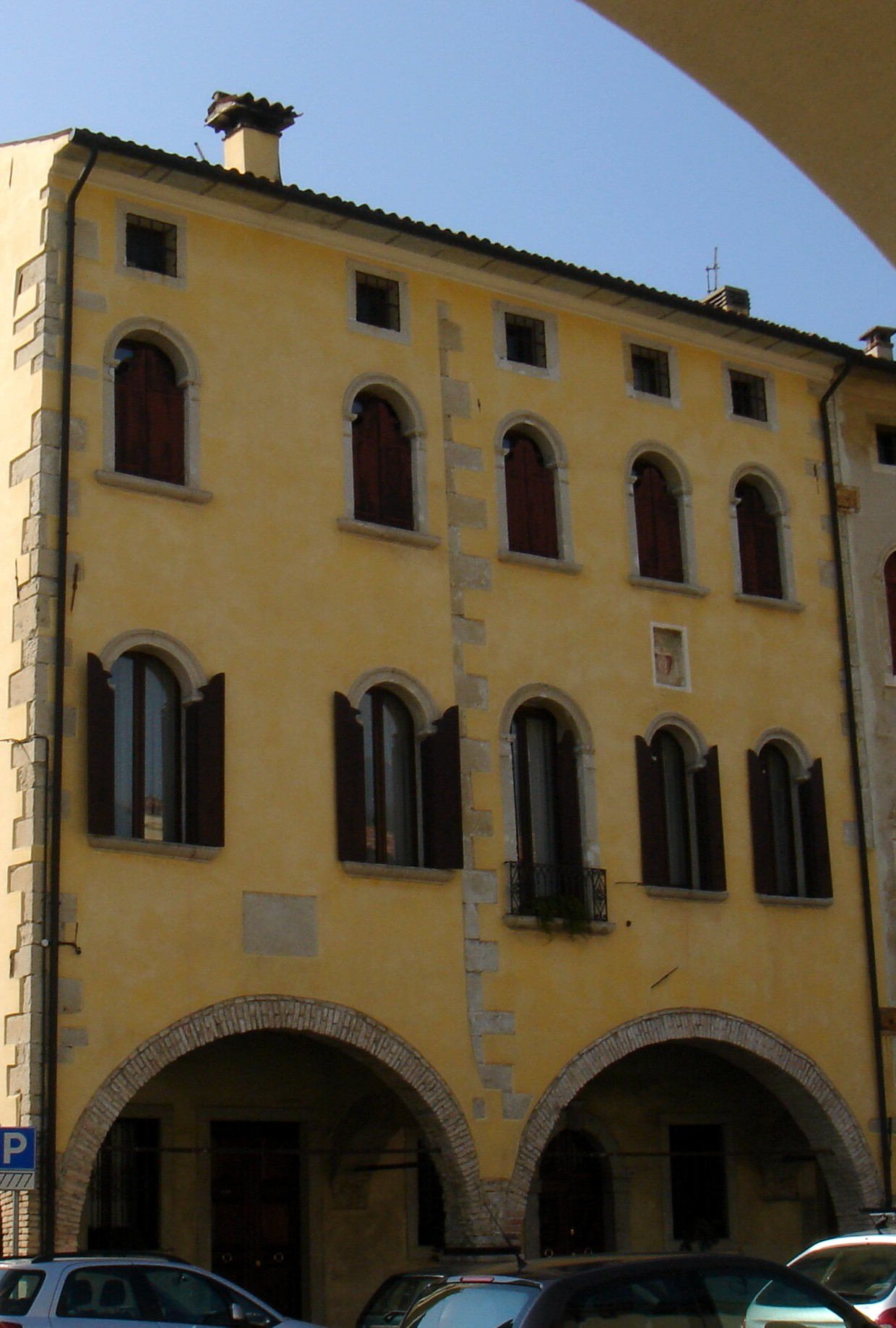
Palazzo Flaminio

La facciata maggiore del lato occidentale di via Casoni è "Il cason", ossia Palazzo Cavalcanti Casoni, dimora dello stesso Guido Casoni che dà il nome alla strada. Si tratta di un palazzo quattrocentesco in stile gotico, la cui facciata presenta le seguenti caratteristiche: 
- al piano terra ha spazio un largo portico con cinque archi ogivali e coperto da travatura;
- ai due piani nobili si distinguono una parte sinistra con una coppia di monofore per piano, una parte centrale con due ordini di trifore a sesto acuto e una parte destra con due bifore gotiche per piano. Tutte queste aperture sono inserite in elementi lapidei; le bifore e le trifore sono sostenute da colonnine di ordine composito;
- sulla sommità un ricco cornicione è abbellito da elementi pittorici.

La facciata posteriore ripete ai piani nobili scelte stilistiche affini, con due ordini di bifore in luogo delle trifore; elemento nuovo sono due finestre rettangolari con balaustre sporgenti, che consentono un'ampia veduta che dà sul Meschio, sulle facciate dei palazzi di via dei Battuti e sul retro di quelli della Cal Granda.

### Palazzo Flaminio
Prima di descrivere il palazzo, si ritiene utile aprire una breve nota. Marcantonio Flaminio (Serravalle, 1497 - Roma, 17 febbraio 1550) nacque da Giannantonio Zarrabini, detto Flaminio (Imola, 1464, - Bologna, 1536), letterato e religioso molto stimato. Il padre assunse il cognome Flaminio attinto dai classici (o forse dalla stessa Imola). Si trasferì a Serravalle nel 1485, chiamatovi ad insegnare dal Consiglio del Comune: qui sposò Veturia ed ebbe quattro figli, tra cui Marcantonio, che ebbe proprio nel padre Giovannantonio il suo primo insegnante. Anch'egli, come il padre, si formò nello Studio bolognese. Nella città felsinea venne in contatto con letterati molto prestigiosi, quali Achille Bocchi, Pietro Pomponazzi, Ludovico Boccadiferro, il domenicano Leandro Alberti, Quirino Amaseo e altri. Mentre alla sua frequentazione dello Studio di Padova è da far risalire la conoscenza e amicizia con Pietro Bembo e forse con Reginald Pole. Fu uno dei maggiori eruditi del secolo, molto bello, elegante nella persona, dai modi cortesi e signorili, parlatore brillante e colto. Sebbene conscio del proprio valore, era misurato e attento a non soverchiare gli altri nella conversazione, spinto da un'intima modestia e da una sensibilità vivissima che lo portava ad apprezzare e riconoscere i meriti altrui. Marcantonio aveva tutte le doti per attirarsi la benevolenza e la simpatia di quanti lo avvicinavano. A Serravalle fondò una Scuola di grammatica molto rinomata, che venne frequentata non solo dai cittadini, ma anche da giovani nobili forestieri. Marcantonio fu caro a Papa Leone X ed ai più celebri uomini del suo tempo. Passò ammirato alle corti di Roma, Urbino, Mantova, Napoli, Venezia, Genova e Milano. Fu al servizio del protonotario Stefano Sauli, del datario Mario Gilberti vescovo di Verona, e del cardinale Reginald Pole, suo intimo amico; Papa Paolo III gli offrì l'Ufficio di Segretario, ma Flaminio non accettò. Morì a Roma, in casa del cardinale Pole il 17 febbraio 1550.

Palazzo Flaminio è un tipico palazzo rinascimentale con portico aperto da due arconi al piano terreno e due serie di monofore a tutto sesto ai piani nobili, più le piccole aperture quadrangolari del sottotetto.

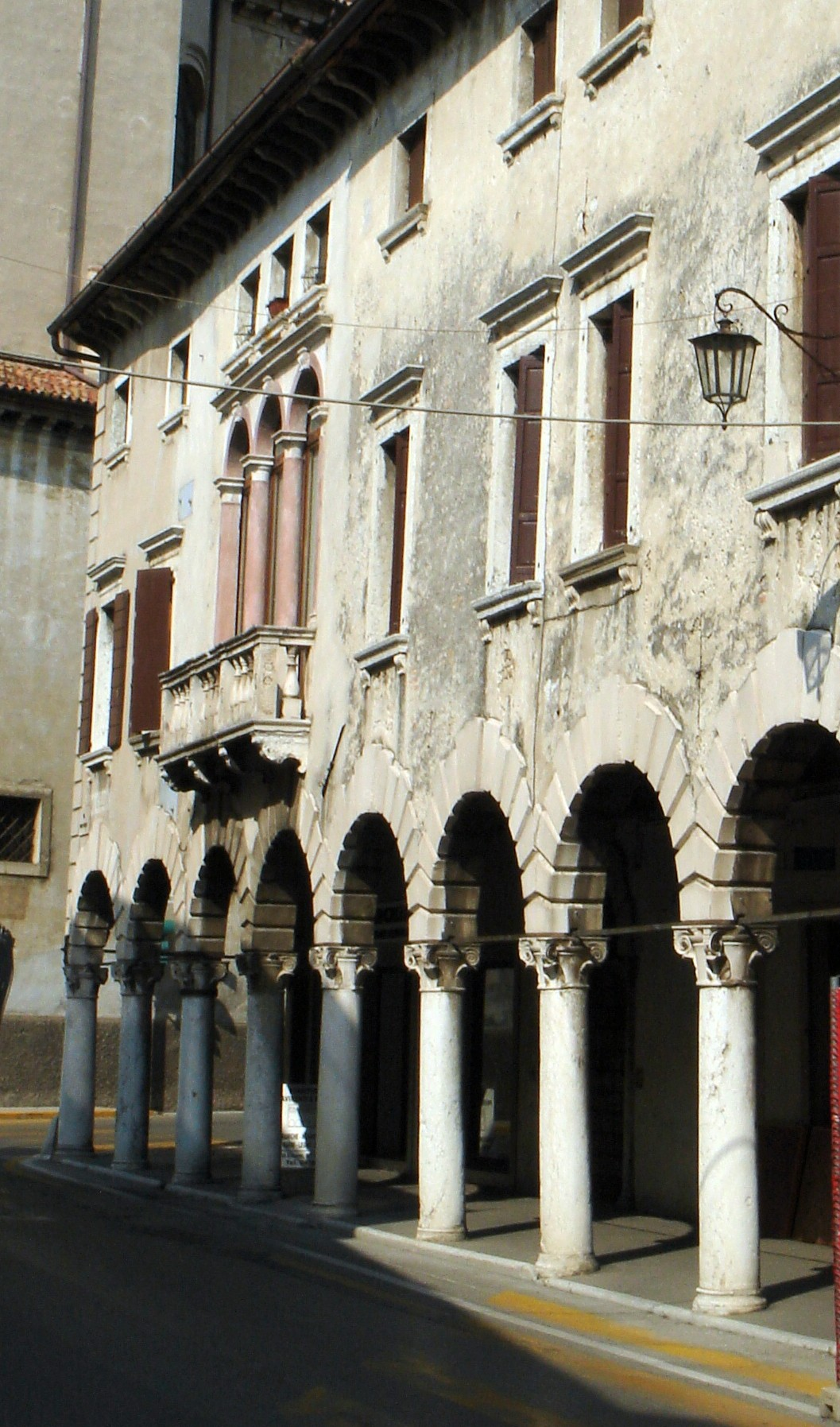
Palazzo Galletti

Confinante con Palazzo Cavalcanti Casoni per mezzo di un cortile, Palazzo Flaminio è un'architettura del Quattrocento; fu commissionato dalla famiglia Flaminio-Zarrabini, importante soprattutto per aver dato i natali all'umanista e poeta Marcantonio Flaminio, che qui visse.
La facciata è quella di un tipico palazzo rinascimentale, con un portico aperto da due arconi al piano terra e due serie di monofore a tutto sesto ai piani nobili, più le piccole aperture quadrangolari del sottotetto. Sulla superficie intonacata di giallo, sopravvive un unico frammento di affresco, rappresentante lo stemma della famiglia Flaminio: una stella dorata su sfondo argentato e due delfini su sfondo rosso.

### Casa Antonello
Piccolo edificio disposto su tre livelli più ammezzato nel sottotetto, Casa Antonello risale al XV secolo; la sua facciata è semplice, con un portico a due arcate ogivali e, ai due piani nobili due monofore rettangolari, collocate simmetricamente e inserite inscritte in cornice lapidea.
La casa prende nome da Antonello da Serravalle, pittore attivo nel Quattrocento, del quale questa abitazione è ritenuta essere, secondo tradizione, la dimora.
Nel sottoportico è conservato un affresco di anonimo XVII secolo di area veneta, raffigurante una Crocefissione e restaurato nel 2004 dal "Lions Club Vittorio Veneto".

### Palazzo Galletti
Ultimo palazzo del lato orientale di via Casoni, all'angolo con via Calcada, Palazzo Galletti trova le sue origini nel XVI secolo, come dimora della nota famiglia locale. Le peculiarità della sua facciata sono il portico, con otto arcate a tutto sesto sostenute da nove colonne ioniche e la grande trifora del piano nobile, posta nella metà sinistra, sostenuta da due colonne rosa e dotata di balaustra. Manca di un'arcata che venne demolita nel 1930 per allargare via Calcada. Le restanti aperture sono monofore quadrangolari inserite in cornice lapidea.

## Foro Boario

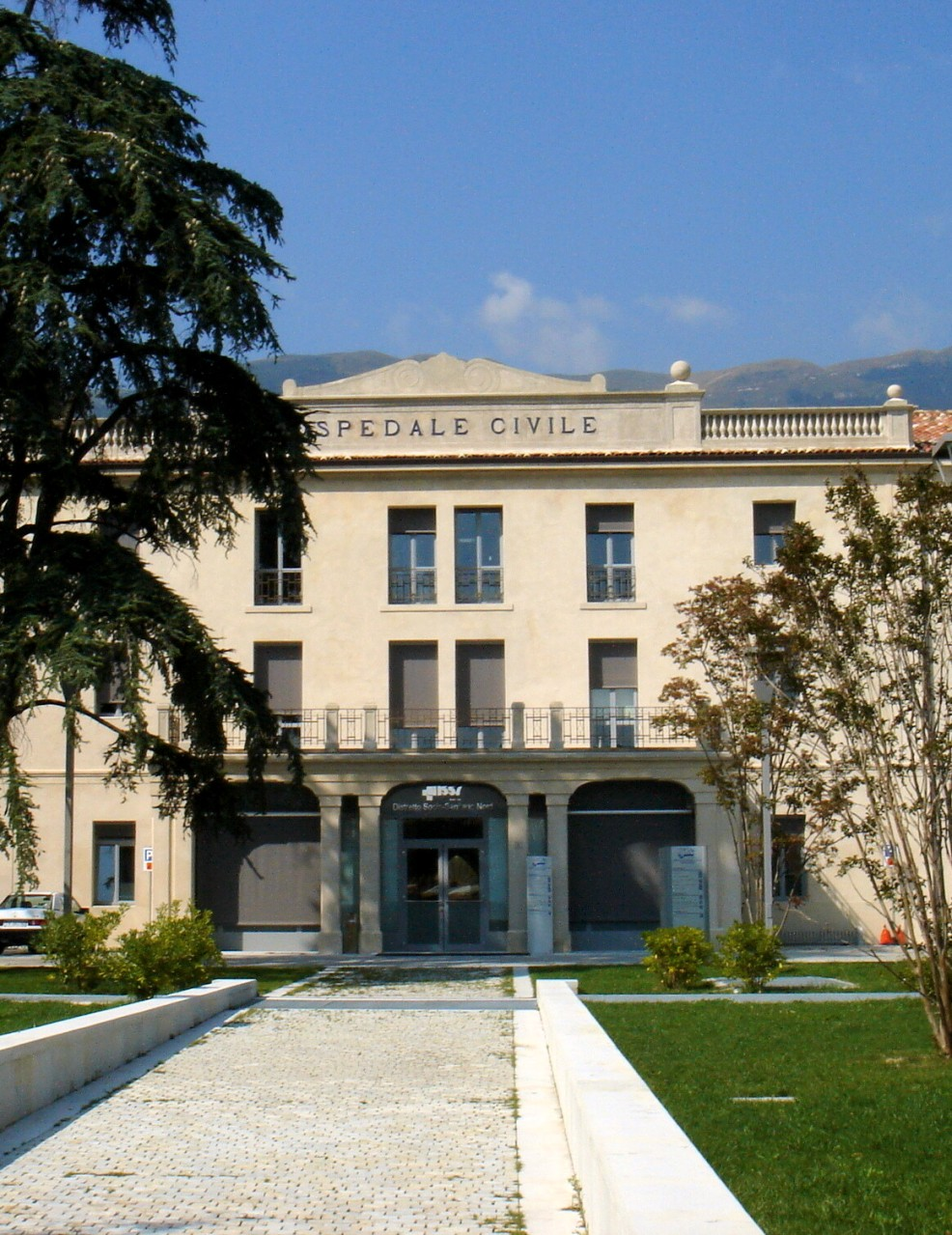
Facciata dell'Ospedale Vecchio

L'area denominata Foro Boario è una piazza all'estremità sud del centro storico di Serravalle, fuori le mura e delimitata a ovest dal Meschio; è il luogo in cui si teneva l'antico marcà de le bestie (mercato del bestiame).

### Ospedale Vecchio
La struttura più importante che qui si affaccia, con la sua pianta a U, è il vecchio ospedale (con sede qui fino agli anni 1970), già sede della confraternita dei Battuti: questa grande struttura, oggi restaurata, è stata rimaneggiata e ricostruita nel XIX secolo, in luogo di quella originaria. L'ala orientale complesso è sede di un istituto scolastico, quella orientale, dove sorge la chiesetta di San Giuseppe, di diverse attività.
L'ex ospedale è un palazzo di tre piani, con linee che richiamano il gotico che probabilmente caratterizzava il preesistente ospedale dei Battuti. La facciata posteriore, adiacente all'antica chiesa di San Lorenzo dei Battuti, ha un lungo porticato con arcate ogivali.